# Zgrada Biskupije u Hvaru
Zgrada Biskupije u gradiću Hvaru. Nalazi se do hvarske katedrale, lijevo od zvonika. U zgradi se danas nalazi Biskupijski arhiv. Dio je kulturno-povijesne cjeline grada Hvara